# Cross duathlon
Le cross duathlon, selon la terminologie de la World Triathlon, connu également sous le nom de duathlon nature ou encore duathlon cross, est une pratique sportive dérivée du triathlon originel qui se pratique sur terrain accidenté et hors route (off road). Une compétition de cross duathlon consiste donc à enchainer une épreuve de course à pied  hors route (cross country, trail) à l'instar du duathlon classique, une épreuve de vélo tout terrain (VTT) sur sentier ou piste, et une dernière épreuve de course à pied).

## Compétitions fédérales
La première compétition internationale européenne a lieu en 2015, en Espagne, organisée par la fédération européenne, Europe Triathlon. Cette organisation se poursuit pour devenir les championnats d'Europe de duathlon cross. Elle est suivie en 2022 par la World Triathlon qui organise le championnat du monde de cette spécialité.